# Jugueiros
Jugueiros est une freguesia (« paroisse civile ») du Portugal, rattachée au concelho (« municipalité ») de Felgueiras, dans le district de Porto et la région Nord.

## Organes de la paroisse
- L'assemblée de paroisse est présidée par Pedro Marinho Teixeira (groupe "PPD/PSD").
- Le conseil de paroisse est présidé par Ernesto José Pereira Sampaio (groupe "PPD/PSD").